# Incitatus
Incitatus (latin för den (blixt)snabbe) var en kappkörningshäst tillhörig det gröna vagnskörningspartiet och ägdes av den romerske kejsaren Caligula. Berättelsen om Incitatus är en av de mest kända och missförstådda berättelserna kring denne kejsare.

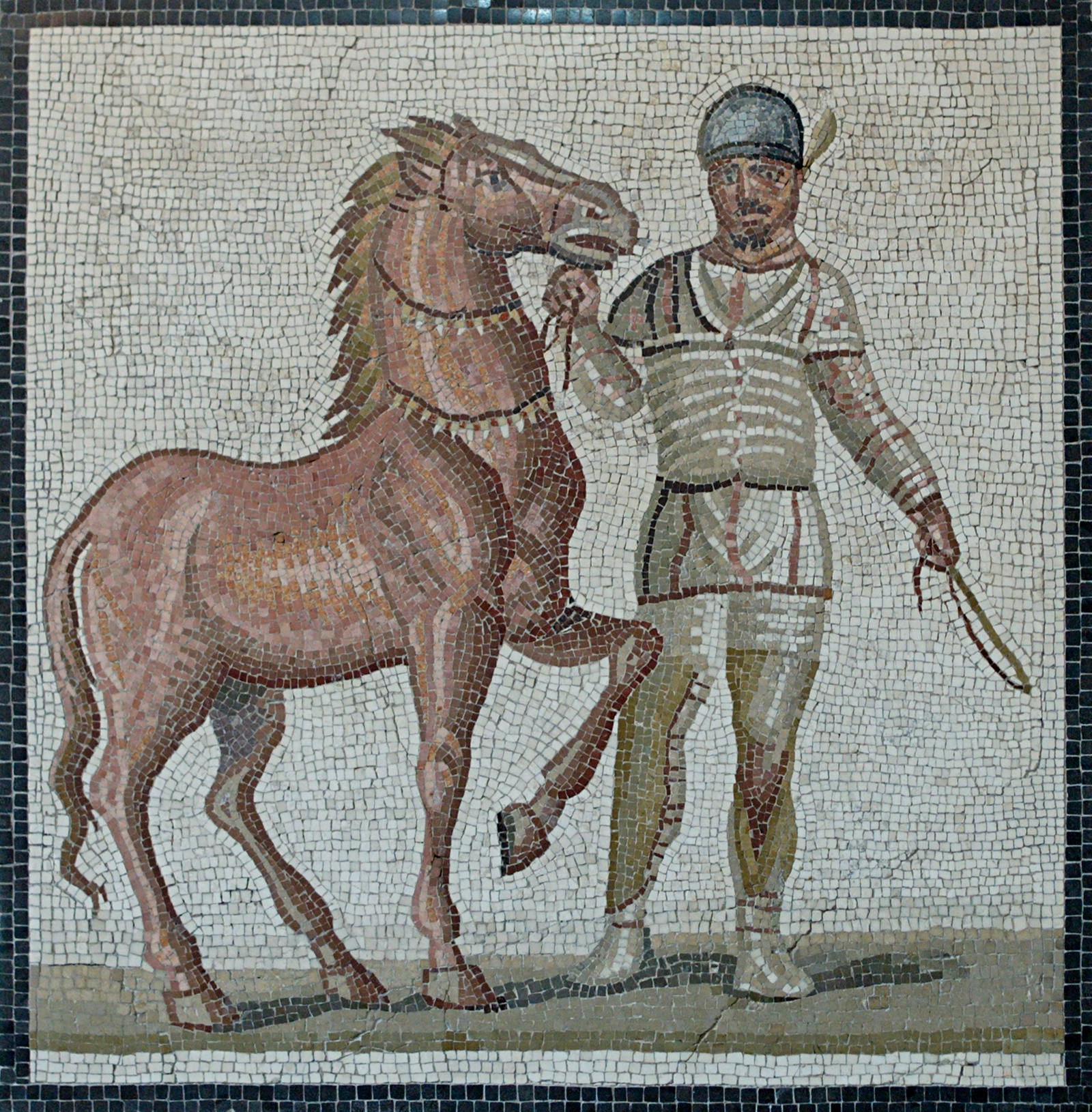
En romersk kappkörningskusk med häst

## Incitatus i de antika källorna
Inget är känt om Incitatus födelse eller död. Känt är emellertid att kejsar Caligula uppskattade hästen. De två bevarade antika källorna vars uppgifter har tolkats på flera sätt, innehåller olika detaljer om hur hästen behandlades.

### Suetonius
Historikern Suetonius berättar i De vita Caesarum (cirka år 120) att kejsar Caligula var en så hängiven anhängare av det gröna vagnskörningspartiet, att han åt och sov över i dess stall. Dagen före spel på cirkus sände kejsaren ut soldater att se till att omgivningen var tyst, så att Incitatus inte stördes. Caligula skänkte hästen en krubba av elfenben, ett stall av marmor, halsband av ädelstenar och purpurfärgade täcken. Därtill fick hästen ett eget möblerat hus med tjänstefolk, så att de gäster som bjöds in i Incitatus namn kunde få en festligare mottagning. Suetonius avslutar med att det berättas ("traditur") att kejsaren tänkt göra hästen till konsul.

### Dio Cassius
Senatorn Dio Cassius (cirka 150–235) berättar i sin romerska historia (Historia Romana), att kejsaren brukade bjuda in den kappkörningshäst han döpt till Incitatus på middag, och då bjöd hästen gyllene havre, och drack en skål i vin för hästens hälsa, ur en gyllene bägare. Kejsaren svor eder vid Incitatus liv och hälsa (salus), och lovade dessutom att utse hästen till konsul, ett löfte "han i sanning också hade infriat om han hade fått leva längre" (Caligula mördades år 41). Dio Cassius berättar även att kejsaren utsåg sin häst till präst tillsammans med sig själv, i kejsarkulten; präster anges även kejsarens fru Caesonia och hans farbror Claudius ha varit.

### Tolkning av de antika källorna
Det kan antas att de relativt sena antika källornas uppgifter bör tas med en nypa salt. Hugh Lloyd-Jones menar att Dio Cassius är fantasilös och ofta okritisk, och att Suetonius stundom redogör för anekdoter av tveksam sanningshalt.
Uppgiften om "gyllene havre" hos Dio Cassius har tolkats som att kejsaren gav hästen sädeskorn gjorda av guld eller säd blandad med guldflagor eller som en syftning på sädesslagets gyllene färg.
Påståendena om Incitatus i de antika källorna har länge setts som tecken på att kejsar Caligula var galen, eller påverkad av gift. Moderna historiker har sett påståendena som ett uttryck för kejsarens bisarra humor. Kejsarens behandling av Incitatus, tillsammans med påståendet, att han ämnade utse hästen till konsul, har ansetts vara en drift med, eller skymf mot, de dåtida aristokraternas leverne och strävan efter konsulskapet, i och med att dessa högt stående män de facto jämställdes med en häst.
Geoffrey W. Adams anger, att Caligulas påstående att han ämnade upphöja Incitatus till konsul, kan tolkas på olika sätt. Adams menar att tolkningen, att Caligulas påstående är ett tecken på dennes "galenskap", är alltför förenklat. Påståendet kan istället ses som ett kungörande av att kejsaren hade absolut makt, och självsvåldigt kunde tillsätta vem som helst som konsul. Det kan även ses som ett tillrättavisande av senaten, det vill säga som att kejsaren menade att hästen var mer lämpad än de potentiella konsulkandidaterna. Caligulas påstående kan även anses indikera att konsulämbetet i praktiken närmast hade blivit obsolet. En mer illvillig tolkning vore, att Caligula inte ansåg sig kunna lita på någon som faktiskt var potentiellt kapabel att inneha konsulvärdigheten, utan endast på sin favorithäst; detta hade förklarat varför Caligula år 37 var konsul tillsammans med sin farbror Claudius, som antas ha varit kejsarfamiljens driftkucku.
Att Caligula, enligt Dio Cassius, svor eder vid Incitatus liv och hälsa, har ansetts tyda på att det under Caligula kejsartid fanns en kult kring kejsarens genius och salus (livsande, hälsa och välgång). Även beträffande tidigare kejsare finns indikationer på en saluskult.

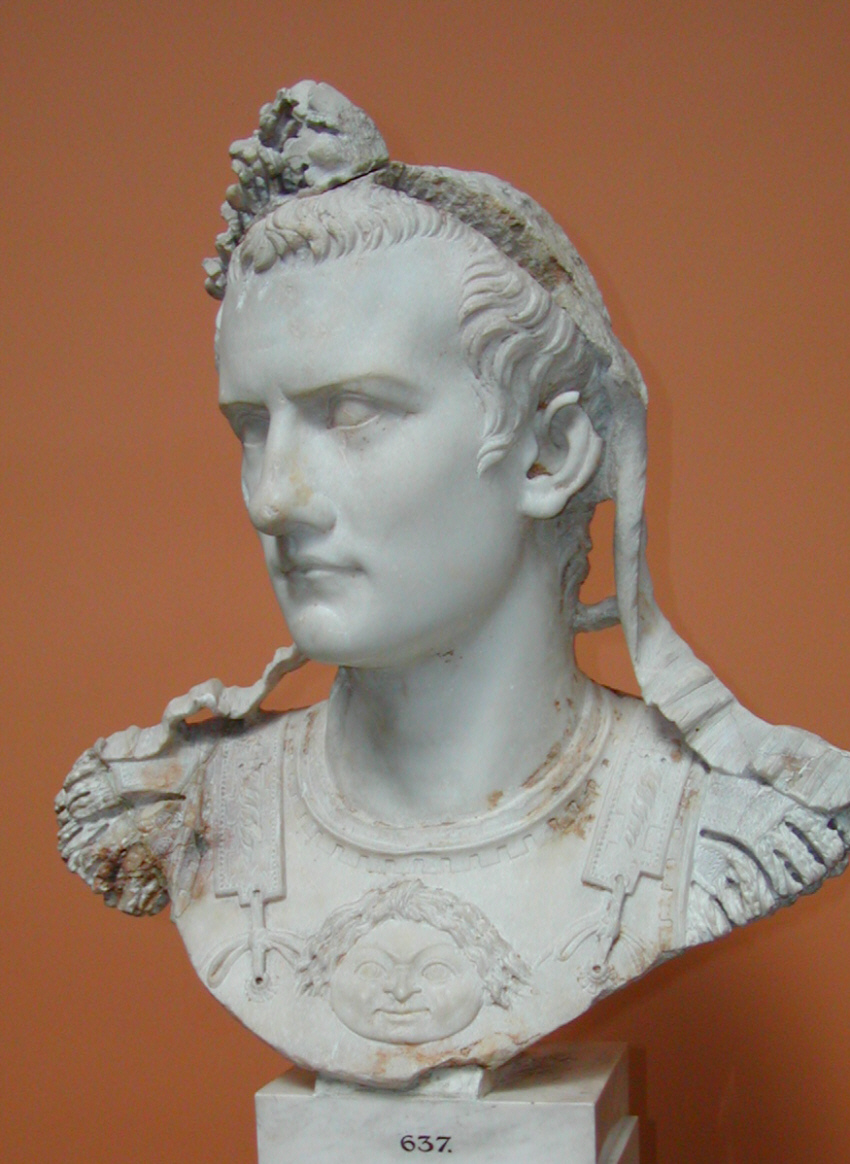
Kejsar Gaius Caligula, Incitatus ägare.

## Myter om Incitatus
Det har åtskilliga gånger påståtts – till och med i Encyclopædia Britannica – att Caligula gjorde Incitatus till konsul. Det har även påståtts att Incitatus gjordes till senator. Dessa påståenden saknar emellertid stöd i de antika källorna (se ovan). Se även nedan, gällande påståenden i skönlitteratur som felaktigt har tagits för sanna.

## Incitatus i populärkulturen
| ”                                                                           | Jag har upphöjt min livhäst Incitatus till konsul och folket har erkänt hans konsulat. Präst, tillbed mig! eller glömmer du vem jag är? Nej, det är jag som skall tillbedja mig i min bild! Cajus Caesar Caligula, jag dyrkar dig, världens herre, såsom jag dyrkar mig själv! Jupiter Latiaris Caligula. | „ |
| – August Strindberg, Historiska miniatyrer, Bonniers, Stockholm 1917, s 108 | |   |

Incitatus förekommer i populärkulturen, bland annat i August Strindbergs Lammet och vilddjuret, och i Victor Hugos Samhällets olycksbarn.
I Robert Graves roman Jag, Claudius (1934) anges att Incitatus ursprungliga namn var Porcellus (lilla grisen), och att han aldrig förlorade ett kappkörningslopp. Kejsar Caligula sägs ha blivit så förtjust i hästen att han bland annat gjorde honom till medborgare och senator samt placerade honom på listan över nominerade till konsulvalet, fyra år i förväg. Incitatus skildras som senator även i filmatiseringen Jag, Claudius från 1976. I uppföljaren Claudius – guden och hans hustru Messalina (1936) låter Graves kejsar Claudius avsätta Incitatus som senator. I romanen skriver Claudius till senaten, att han saknar klagomål på Incitatus privata moral och på dennes kompetens att utföra de sysslor han ålagts, men att senatorn inte längre uppfyllde de ekonomiska krav som uppställdes. Graves berättelse om Incitatus bör ses som ren fiktion (se, om de uppgifter som återfinns i antika källor, Incitatus i de antika källorna ovan), trots att uppgifter ur hans böcker stundom felaktigt redovisas som fakta.
I Randy Newmans sång "A Few Words In Defense of Our Country" talas om att en tidig kejsare utsåg sin egen häst till kejsardömets konsul, vilket Newman anger är jämförligt med att vara vicepresident.